# Ballville (Ohio)
Ballville es un lugar designado por el censo ubicado en el condado de Sandusky en el estado estadounidense de Ohio. En el Censo de 2010 tenía una población de 2976 habitantes y una densidad poblacional de 395,13 personas por km².

## Geografía
Ballville se encuentra ubicado en las coordenadas 41°19′39″N 83°8′5″O / 41.32750, -83.13472. Según la Oficina del Censo de los Estados Unidos, Ballville tiene una superficie total de 7.53 km², de la cual 7 km² corresponden a tierra firme y (7.05%) 0.53 km² es agua.

## Demografía
Según el censo de 2010, había 2976 personas residiendo en Ballville. La densidad de población era de 395,13 hab./km². De los 2976 habitantes, Ballville estaba compuesto por el 95.13% blancos, el 1.41% eran afroamericanos, el 0.1% eran amerindios, el 0.54% eran asiáticos, el 0% eran isleños del Pacífico, el 1.38% eran de otras razas y el 1.44% pertenecían a dos o más razas. Del total de la población el 3.9% eran hispanos o latinos de cualquier raza.